# Adamowo (powiat elbląski)
Adamowo (niem. Ellerwald II Trift) – wieś w Polsce położona w województwie warmińsko-mazurskim, w powiecie elbląskim, w gminie Elbląg. Leży na obszarze Żuław Elbląskich i nad Nogatem.
Wieś komornictwa zewnętrznego Elbląga w XVII i XVIII wieku. W latach 1975–1998 miejscowość należała administracyjnie do województwa elbląskiego.